# California Dreams Tour
California Dreams Tour foi a segunda turnê mundial apresentada pela cantora e compositora estadunidense Katy Perry, para a divulgação de seu segundo álbum de estúdio de música pop, Teenage Dream. Com início em 20 de fevereiro de 2011, a turnê visitou Europa, América do Norte, Ásia, América do Sul e Oceania. No show que ocorreu dentro do festival Rock in Rio, a cantora se apresentou para um público de 100.000 pessoas, o maior de sua carreira. De acordo com a revista Billboard, a turnê arrecadou cerca de 50 milhões de dólares.

## Precedentes
Durante o MTV Video Music Awards de 2010, Perry comentou à James Montgomery sobre sua turnê: "Espero que isso envolva todos os seus sentidos: tato, visão, audição, olfato e paladar." De acordo com Perry, sua turnê terá mais conceitos visuais do que a última, Hello Katy Tour: "[…] Eu estou realmente animada sobre como incorporar o look e a ideia de algumas músicas em turnê e fazer uma produção em massa disto. Eu quero um monte de recursos visuais. Eu quero que esta seja 10 vezes melhor do que quando eu estava na última turnê." Em entrevista ao The Sun, Perry revelou que está trabalhando com Baz Halpin, responsável por produções de shows e turnês musicais: "Estou trabalhando com um produtor de turnê fantástico chamado Baz. Ele foi essencial na turnê da P!nk — aquela que ela fazia aquelas acrobacias. Não estou dizendo que irei fazer a mesma coisa, mas o motivo que me fez decidir trabalhar com ele nessa turnê foi porque, quando vi o show da Pink na Austrália, não era apenas um show normal de música pop. Tinha muita emoção nele." De acordo com a cantora, o rapper Snoop Dogg — que participa da canção "California Gurls" — participará em alguns shows, sempre que possível.
Em uma entrevista durante sua passagem pela Austrália em junho, Katy Perry disse: "Eu achei que minha [última] turnê foi realmente bonita. Mas eu acho que nós iremos ter ela menos bonita […] menos Betty Boop e Shirley Temple e mais uma futurística pop arte como Bettie Page. Não como roupas íntimas e ligas em todas as esquinas, mas, quem sabe, eu poderei mostrar minha liga nesse momento." Perry também fechou um contrato com a linha de lingeries Victoria's Secret, afirmando que seus visuais serão sensuais: "[Na última turnê] eu vestia uma roupa diferente a cada noite. Isso foi loucura e não foi barato. Quando eu me troco durante um show é como um pit stop de Fórmula 1. É claro que minhas amigas amavam isso porque elas ficavam com as roupas depois. Mas foi divertido levar esse tipo de surpresa toda noite. Haverá vários looks diferentes, e eles serão bem marcantes."

## Atos de Abertura
- Yelle (United Kingdom & Ireland—Leg 1 & 2)
- DJ Skeet Skeet (Europe and North America) (United Kingdom & Ireland—Leg 1) (Australasia)
- New Young Pony Club (Continental Europe)
- Zowie (Australasia)
- Robyn (North America—Leg 1) (select dates)
- Marina and the Diamonds (North America—Leg 1) (select dates)
- Janelle Monae (North America) (select dates—Leg 1)
- Oh Land (United Kingdom & Ireland—Leg 2) (North America—Leg 2) (select dates)
- Ellie Goulding (North America—Leg 2)
- Natalia Kills  (América do Sul) São Paulo

## Setlist
Ato 1 - Candyfornia
- "Teenage Dream"
- "Hummingbird Heartbeat"
- "Waking Up in Vegas"

Ato 2 - Visual Touch
- "Ur So Gay"
- "Peacock"
- "I Kissed a Girl"

Ato 3 - Katy Kat
- "Circle the Drain"
- "E.T."
- "Who Am I Living For?"
- "Pearl"

Ato 4 - Not Like the Movies
- "Not Like the Movies"
- "The One That Got Away"
- "Only Girl (In the World)"
- "Big Pimpin'"
- "Born This Way" (Apenas em Paris, França)[10]
- "Friday" (Apenas em Melbourne, Austrália)[11]
- "Black and Yellow"
- "Baby" (Performance em alguns concertos do Reino Unido)[12]
- "Whip My Hair"
- "Thinking of You"
- "Someone like You" (Apenas no Reino Unido)[13]

Ato 5 - The Blue Tribute
- "I Want Candy" (Medley/Performance da banda e dançarinos)
- "Hot n Cold"
- "Last Friday Night (T.G.I.F.)"
- "I Wanna Dance with Somebody (Who Loves Me)" (Possui elementos de "Girls Just Want to Have Fun")
- "Firework"

Encore
- "California Gurls"

1. "Teenage Dream"
2. "One of the Boys"
3. "Waking Up in Vegas"
4. "Ur So Gay"
5. "Peacock"
6. "I Kissed a Girl"
7. "Circle the Drain"
8. "E.T."
9. "Who Am I Living For?"
10. "Pearl"
11. "Not Like the Movies"
12. "The One That Got Away"
13. "Only Girl (In the World)" / Big Pimpin'" / "Whip My Hair"
14. "Thinking of You"
15. "Last Friday Night (T.G.I.F.)"
16. "I Wanna Dance with Somebody (Who Loves Me)" (Possui elementos de "Girls Just Want to Have Fun")
17. "Firework"

Encore
1. "Hot n Cold"
2. "California Gurls"

1. "Teenage Dream"
2. "Hummingbird Heartbeat" (Não performada no Rio de Janeiro)
3. "Waking Up in Vegas"
4. "Ur So Gay" (Apenas em Buenos Aires)
5. "Peacock"
6. "I Kissed a Girl"
7. "Circle the Drain"
8. "E.T."
9. "Thinking of You"
10. "I Want Candy" (Medley/Performance da banda e dançarinos)
11. "Hot n Cold"

1. "Last Friday Night (T.G.I.F.)"
2. "Firework"
3. "California Gurls"

Notas adicionais
- Durante o concerto no Campo Pequeno, Perry cantou "One of the Boys", em vez de "Hummingbird Heartbeat". Além disso, "Hot n Cold" foi realizada durante o encore.
- Durante o concerto no Zénith de Paris, Perry cantou "Born This Way".
- Durante o concerto no Rod Laver, Perry cantou "Friday".
- Durante o concerto no Centro de Eventos Petersen, Perry cantou "Black and Yellow" e "Friday".
- Durante o concerto no Air Canada Centre, Perry cantou "Friday".
- Durante o concerto no Scotiabank Place, Perry cantou "Friday".
- Durante o concerto no Manchester Apollo, Perry cantou "Baby".
- Durante o concerto no Motorpoint Arena Sheffield, Perry realizou um mashup! Cantou "Someone Like You".
- Durante o concerto na Chácara do Jockey, Perry chorou aos fãs gritarem "Katy eu te amo" e relatou não saber português porém num retorno próximo iria estar sabendo, com lagrimas nos olhos afirmou que o Brasil não será deixado fora de tours futuras, além de afirmar que foi o melhor show da tour e que estava inspirada novamente graças aos seus fãs brasileiros.

## Datas da Turnê
| Europa                |                  |                  |                                           |
| 20 de Fevereiro, 2011 | Lisboa           | Portugal         | Campo Pequeno                             |
| 23 de Fevereiro, 2011 | Milão            | Itália           | Mediolanum Forum                          |
| 25 de Fevereiro, 2011 | Zurique          | Suíça            | Hallenstadion                             |
| 26 de Fevereiro, 2011 | Munique          | Alemanha         | Zénith Münich                             |
| 27 de Fevereiro, 2011 | Viena            | Áustria          | Wiener Stadthalle                         |
| 4 de Março, 2011      | Berlim           | Alemanha         | Max-Schmeling-Halle                       |
| 6 de Março, 2011      | Offenbach        | Alemanha         | Stadthalle Offenbach                      |
| 7 de Março, 2011      | Paris            | França           | Le Zénith                                 |
| 8 de Março, 2011      | Paris            | França           | Le Zénith                                 |
| 10 de Março, 2011     | Bruxelas         | Bélgica          | Forest National                           |
| 11 de Março, 2011     | Colônia          | Alemanha         | Palladium Köln                            |
| 14 de Março, 2011     | Hamburgo         | Alemanha         | Alsterdorfer Sporthalle                   |
| 15 de Março, 2011     | Amsterdam        | Países Baixos    | Heineken Music Hall                       |
| 17 de Março, 2011     | Londres          | Inglaterra       | HMV Hammersmith Apollo                    |
| 18 de Março, 2011     | Londres          | Inglaterra       | HMV Hammersmith Apollo                    |
| 19 de Março, 2011     | Londres          | Inglaterra       | HMV Hammersmith Apollo                    |
| 21 de Março, 2011     | Manchester       | Inglaterra       | O2 Manchester Apollo                      |
| 22 de Março, 2011     | Manchester       | Inglaterra       | O2 Manchester Apollo                      |
| 27 de Março, 2011     | Liverpool        | Inglaterra       | Echo Arena Liverpool                      |
| 28 de Março, 2011     | Dublin           | Irlanda          | The O2                                    |
| 30 de Março, 2011     | Nottingham       | Inglaterra       | Trent FM Arena Nottingham                 |
| 31 de Março, 2011     | Bournemouth      | Inglaterra       | Windsor Hall                              |
| 1 de Abril, 2011      | Cardiff          | País de Gales    | Motorpoint Arena Cardiff                  |
| 3 de Abril, 2011      | Newcastle        | Inglaterra       | Metro Radio Arena                         |
| 4 de Abril, 2011      | Birmingham       | Inglaterra       | LG Arena                                  |
| 5 de Abril, 2011      | Glasgow          | Escócia          | Scottish Exhibition and Conference Centre |
| 9 de Abril, 2011      | Londres          | Inglaterra       | Wembley Arena                             |
| Oceania               |                  |                  |                                           |
| 28 de Abril, 2011     | Melbourne        | Austrália        | Rod Laver Arena                           |
| 29 de Abril, 2011     | Melbourne        | Austrália        | Rod Laver Arena                           |
| 2 de Maio, 2011       | Adelaide         | Austrália        | Adelaide Entertainment Centre             |
| 4 de Maio, 2011       | Sydney           | Austrália        | Sydney Entertainment Centre               |
| 5 de Maio, 2011       | Brisbane         | Austrália        | Brisbane Entertainment Centre             |
| 7 de Maio, 2011       | Auckland         | Nova Zelândia    | Vector Arena                              |
| 8 de Maio, 2011       | Auckland         | Nova Zelândia    | Vector Arena                              |
| 10 de Maio, 2011      | Wellington       | Nova Zelândia    | TSB Bank Arena                            |
| 13 de Maio, 2011      | Newcastle        | Austrália        | Newcastle Entertainment Centre            |
| 14 de Maio, 2011      | Sydney           | Austrália        | Sydney Entertainment Centre               |
| 15 de Maio, 2011      | Brisbane         | Austrália        | Brisbane Entertainment Centre             |
| Asia                  |                  |                  |                                           |
| 22 de Maio, 2011      | Nagoya           | Japão            | Zepp Nagoya                               |
| 23 de Maio, 2011      | Tóquio           | Japão            | Studio Coast                              |
| 24 de Maio, 2011      | Tóquio           | Japão            | Studio Coast                              |
| 26 de Maio, 2011      | Osaka            | Japão            | Zepp Osaka                                |
| América do Norte      |                  |                  |                                           |
| 7 de Junho, 2011      | Duluth           | Estados Unidos   | Arena at Gwinnett Center                  |
| 9 de Junho, 2011      | Orlando          | Estados Unidos   | UCF Arena                                 |
| 10 de Junho, 2011     | Tampa            | Estados Unidos   | St. Pete Times Forum                      |
| 11 de Junho, 2011     | Sunrise          | Estados Unidos   | BankAtlantic Center                       |
| 14 de Junho, 2011     | Raleigh          | Estados Unidos   | RBC Center                                |
| 15 de Junho, 2011     | Columbia         | Estados Unidos   | Merriweather Post Pavilion                |
| 17 de Junho, 2011     | Uniondale        | Estados Unidos   | Nassau Veterans Memorial Coliseum         |
| 18 de Junho, 2011     | Boston           | Estados Unidos   | TD Garden                                 |
| 19 de Junho, 2011     | Newark           | Estados Unidos   | Prudential Center                         |
| 23 de Junho, 2011     | Pittsburgh       | Estados Unidos   | Petersen Events Center                    |
| 24 de Junho, 2011     | Philadelphia     | Estados Unidos   | Wells Fargo Center                        |
| 25 de Junho, 2011     | Uncasville       | Estados Unidos   | Mohegan Sun Arena                         |
| 28 de Junho, 2011     | Auburn Hills     | Estados Unidos   | The Palace of Auburn Hills                |
| 29 de Junho, 2011     | Toronto          | Canadá           | Air Canada Centre                         |
| 30 de Junho, 2011     | Toronto          | Canadá           | Air Canada Centre                         |
| 2 de Julho, 2011      | Montreal         | Canadá           | Bell Centre                               |
| 3 de Julho, 2011      | Ottawa           | Canadá           | Scotiabank Place                          |
| 5 de Julho, 2011      | Cleveland        | Estados Unidos   | Quicken Loans Arena                       |
| 7 de Julho, 2011      | Milwaukee        | Estados Unidos   | Marcus Amphitheatre                       |
| 8 de Julho, 2011      | Rosemont         | Estados Unidos   | Allstate Arena                            |
| 9 de Julho, 2011      | Saint Paul       | Estados Unidos   | Xcel Energy Center                        |
| 13 de Julho, 2011     | Saskatchewan     | Canadá           | Brandt Center                             |
| 14 de Julho, 2011     | Winnipeg         | Canadá           | MTS Centre                                |
| 16 de Julho, 2011     | Calgary          | Canadá           | Scotiabank Saddledome                     |
| 17 de Julho, 2011     | Edmonton         | Canadá           | Rexall Place                              |
| 19 de Julho, 2011     | Vancouver        | Canadá           | Rogers Arena                              |
| 20 de Julho, 2011     | Seattle          | Estados Unidos   | KeyArena                                  |
| 22 de Julho, 2011     | Portland         | Estados Unidos   | Rose Garden Arena                         |
| 23 de Julho, 2011     | Boise            | Estados Unidos   | Taco Bell Arena                           |
| 25 de Julho, 2011     | Salt Lake City   | Estados Unidos   | EnergySolutions Arena                     |
| 26 de Julho, 2011     | Denver           | Estados Unidos   | 1stBank Center                            |
| 28 de Julho, 2011     | Dallas           | Estados Unidos   | Verizon Theatre                           |
| 29 de Julho, 2011     | Houston          | Estados Unidos   | Toyota Center                             |
| 30 de Julho, 2011     | Austin           | Estados Unidos   | Frank Erwin Center                        |
| 3 de Agosto, 2011     | Phoenix          | Estados Unidos   | Comerica Theatre                          |
| 5 de Agosto, 2011     | Los Angeles      | Estados Unidos   | Nokia Theatre                             |
| 6 de Agosto, 2011     | Los Angeles      | Estados Unidos   | Nokia Theatre                             |
| 7 de Agosto, 2011     | Los Angeles      | Estados Unidos   | Nokia Theatre                             |
| 12 de Agosto, 2011    | San José         | Estados Unidos   | HP Pavilion                               |
| 13 de Agosto, 2011    | Santa Bárbara    | Estados Unidos   | Santa Barbara Bowl                        |
| 14 de Agosto, 2011    | Santa Bárbara    | Estados Unidos   | Santa Barbara Bowl                        |
| 17 de Agosto, 2011    | Kansas City      | Estados Unidos   | Sprint Center                             |
| 19 de Agosto, 2011    | Nashville        | Estados Unidos   | Bridgestone Arena                         |
| 20 de Agosto, 2011    | St. Louis        | Estados Unidos   | Scottrade Center                          |
| 1 de Setembro, 2011   | Guadalajara      | México           | Auditorio Telmex                          |
| 3 de Setembro, 2011   | Cidade do México | México           | Palacio de los Deportes                   |
| 5 de Setembro, 2011   | Monterrey        | México           | Arena Monterrey                           |
| 7 de Setembro, 2011   | San Antonio      | Estados Unidos   | AT&T Center                               |
| 8 de Setembro, 2011   | New Orleans      | Estados Unidos   | New Orleans Arena                         |
| 10 de Setembro, 2011  | Louisville       | Estados Unidos   | KFC Yum! Center                           |
| 11 de Setembro, 2011  | Grand Rapids     | Estados Unidos   | Van Andel Arena                           |
| 13 de Setembro, 2011  | Columbus         | Estados Unidos   | Value City Arena                          |
| 14 de Setembro, 2011  | Indianapolis     | Estados Unidos   | Conseco Fieldhouse                        |
| 16 de Setembro, 2011  | Omaha            | Estados Unidos   | Qwest Center Omaha                        |
| 17 de Setembro, 2011  | Tulsa            | Estados Unidos   | BOK Center                                |
| América do Sul        |                  |                  |                                           |
| 23 de Setembro, 2011  | Rio de Janeiro   | Brasil           | Rock in Rio IV                            |
| 25 de Setembro, 2011  | São Paulo        | Brasil           | Chácara do Jockey                         |
| 27 de Setembro, 2011  | Buenos Aires     | Argentina        | Estadio G.E.B.A                           |
| Europa                |                  |                  |                                           |
| 12 de Outubro, 2011   | Sheffield        | Inglaterra       | Motorpoint Arena Sheffield                |
| 14 de Outubro, 2011   | Londres          | Inglaterra       | The O2 Arena                              |
| 18 de Outubro, 2011   | Liverpool        | Inglaterra       | Echo Arena Liverpool                      |
| 19 de Outubro, 2011   | Cardiff          | País de Gales    | Motorpoint Arena Cardiff                  |
| 24 de Outubro, 2011   | Belfast          | Irlanda do Norte | Odyssey Arena                             |
| 26 de Outubro, 2011   | Birmingham       | Inglaterra       | National Indoor Arena                     |
| 27 de Outubro, 2011   | Newcastle        | Inglaterra       | Metro Radio Arena                         |
| 29 de Outubro, 2011   | Aberdeen         | Escócia          | AECC                                      |
| 31 de Outubro, 2011   | Manchester       | Inglaterra       | Manchester Evening News Arena             |
| 3 de Novembro, 2011   | Glasgow          | Escócia          | SECC Hall 3                               |
| 4 de Novembro, 2011   | Glasgow          | Escócia          | SECC Hall 3                               |
| 5 de Novembro, 2011   | Nottingham       | Inglaterra       | Capital Trent FM Arena                    |
| 7 de Novembro, 2011   | Dublin           | Irlanda          | The O2                                    |
| 8 de Novembro, 2011   | Dublin           | Irlanda          | The O2                                    |
| América do Norte      |                  |                  |                                           |
| 15 de Novembro, 2011  | Hartford         | Estados Unidos   | XL Center                                 |
| 16 de Novembro, 2011  | New York City    | Estados Unidos   | Madison Square Garden                     |
| 19 de Novembro, 2011  | Las Vegas        | Estados Unidos   | Mandalay Bay Events Center                |
| 21 de Novembro, 2011  | Oakland          | Estados Unidos   | Oracle Arena                              |
| 22 de Novembro, 2011  | Los Angeles      | Estados Unidos   | Staples Center                            |
| Asia                  | Los Angeles      | Estados Unidos   | Staples Center                            |
| 19 de Janeiro de 2012 | Bogor            | Indonésia        | SICC Auditorium                           |
| 22 de Janeiro de 2012 | Manila           | Filipinas        | SM Mall of Asia Concert Grounds           |

### Vendas
| Local                                     | Cidade                | Bilhetes vendidos / Disponíveis | Receitas    |
| ----------------------------------------- | --------------------- | ------------------------------- | ----------- |
| Campo Pequeno                             | Lisboa                | 6,162 / 6,271 (98%)             | $283,541    |
| Mediolanum Forum                          | Milan                 | 11,218 / 11,218 (100%)          | $458,765    |
| Hallenstadion                             | Zurique               | 5,111 / 5,111 (100%)            | $343,709    |
| Zenith Munich                             | Munique               | 5,883 / 5,883 (100%)            | $227,176    |
| Wiener Stadthalle                         | Viena                 | 12,332 / 12,570 (98%)           | $700,273    |
| Max-Schmeling-Halle                       | Berlim                | 7,443 / 8,950 (83%)             | $331,308    |
| Festhalle Frankfurt                       | Frankfurt             | 4,800 / 4,800 (100%)            | $201,365    |
| Zénith de Paris                           | Paris                 | 12,149 / 12,149 (100%)          | $767,981    |
| Forest National                           | Bruxelas              | 8,000 / 8,000 (100%)            | $378,028    |
| Palladium Köln                            | Cologne               | 4,008 / 4,008 (100%)            | $177,640    |
| Alsterdorfer Sporthalle                   | Hamburgo              | 6,916 / 6,916 (100%)            | $269,295    |
| Heineken Music Hall                       | Amsterdã              | 5,462 / 5,607 (97%)             | $259,120    |
| HMV Hammersmith Apollo                    | Londres               | 14,777 / 14,777 (100%)          | $593,333    |
| Manchester Apollo                         | Manchester            | 7,057 / 7,221 (98%)             | $258,929    |
| Echo Arena Liverpool                      | Liverpool             | 11,052 / 11,052 (100%)          | $398,646    |
| The O2                                    | Dublin                | 9,122 / 9,122 (100%)            | $413,390    |
| Capital FM Arena Nottingham               | Nottingham            | 9,095 / 9,095 (100%)            | $327,291    |
| Windsor Hall                              | Bournemouth           | 6,211 / 6,306 (98%)             | $223,635    |
| Motorpoint Arena Cardiff                  | Cardiff               | 7,530 / 7,530 (100%)            | $272,067    |
| Metro Radio Arena                         | Newcastle             | 11,304 / 11,304 (100%)          | $412,296    |
| LG Arena                                  | Birmingham            | 14,999 / 14,999 (100%)          | $543,572    |
| Scottish Exhibition and Conference Centre | Glasgow               | 5,460 / 5,460 (100%)            | $198,206    |
| Wembley Arena                             | Londres               | 11,251 / 11,507 (98%)           | $466,903    |
| Rod Laver Arena                           | Melbourne             | 24,649 / 24,649 (100%)          | $2,228,150  |
| Adelaide Entertainment Centre             | Adelaide              | 8,805 / 9,426 (93%)             | $803,497    |
| Sydney Entertainment Centre               | Sydney                | 22,834 / 24,146 (94%)           | $2,031,140  |
| Brisbane Entertainment Centre             | Brisbane              | 23,910 / 27,144 (88%)           | $2,107,890  |
| Vector Arena                              | Auckland              | 22,905 / 23,938 (96%)           | $1,435,140  |
| TSB Bank Arena                            | Wellington            | 5,726 / 5,830 (98%)             | $381,959    |
| Newcastle Entertainment Centre            | Newcastle             | 7,043 / 7,407 (95%)             | $706,342    |
| Arena at Gwinnett Center                  | Duluth                | 10,341 / 10,341 (100%)          | $460,845    |
| UCF Arena                                 | Orlando               | 7,792 / 7,792 (100%)            | $350,640    |
| St. Pete Times Forum                      | Tampa                 | 10,558 / 10,558 (100%)          | $441,652    |
| BankAtlantic Center                       | Sunrise               | 12,014 / 12,014 (100%)          | $488,685    |
| RBC Center                                | Raleigh               | 10,352 / 10,352 (100%)          | $429,952    |
| Merriweather Post Pavilion                | Columbia              | 17,553 / 18,000 (97%)           | $538,879    |
| Nassau Veterans Memorial Coliseum         | Uniondale             | 12,358 / 12,615 (98%)           | $580,647    |
| TD Garden                                 | Boston                | 12,589 / 12,589 (100%)          | $577,977    |
| Prudential Center                         | Newark                | 13,321 / 13,321 (100%)          | $580,198    |
| Petersen Events Center                    | Pittsburgh            | 8,610 / 8,610 (100%)            | $387,450    |
| Wells Fargo Center                        | Philadelphia          | 14,931 / 14,931 (100%)          | $631,978    |
| Mohegan Sun Arena                         | Uncasville            | 5,323 / 5,323 (100%)            | $239,535    |
| The Palace of Auburn Hills                | Auburn Hills          | 14,144 / 14,144 (100%)          | $559,870    |
| Air Canada Centre                         | Toronto               | 28,794 / 28,794 (100%)          | $1,260,890  |
| Bell Centre                               | Montreal              | 12,906 / 12,906 (100%)          | $607,562    |
| Scotiabank Place                          | Ottawa                | 13,426 / 13,596 (99%)           | $620,394    |
| Quicken Loans Arena                       | Cleveland             | 11,602 / 11,836 (98%)           | $413,850    |
| Marcus Amphitheater                       | Milwaukee             | 20,417 / 20,764 (98%)           | $596,935    |
| Xcel Energy Center                        | St. Paul              | 14,402 / 14,402 (100%)          | $476,819    |
| Brandt Centre                             | Regina                | 6,296 / 6,466 (97%)             | $306,020    |
| MTS Centre                                | Winnipeg              | 11,405 / 11,695 (97%)           | $542,272    |
| Scotiabank Saddledome                     | Calgary               | 12,357 / 12,727 (97%)           | $719,219    |
| Rexall Place                              | Edmonton              | 13,701 / 13,750 (~100%)         | $600,540    |
| Rogers Arena                              | Vancouver             | 13,359 / 13,906 (96%)           | $670,037    |
| KeyArena                                  | Seattle               | 12,294 / 12,609 (97%)           | $437,120    |
| Rose Garden                               | 10,259 / 11,059 (93%) | $392,854                        |             |
| Taco Bell Arena                           | Boise                 | 7,747 / 7,995 (97%)             | $310,440    |
| EnergySolutions Arena                     | Salt Lake City        | 11,745 / 12,080 (97%)           | $432,840    |
| 1stBank Center                            | Broomfield            | 5,608 / 5,868 (95%)             | $259,602    |
| Verizon Theater at Grand Prairie          | Grand Prairie         | 6,431 / 6,431 (100%)            | $289,395    |
| Toyota Center                             | Houston               | 12,235 / 12,235 (100%)          | $511,777    |
| Frank Erwin Center                        | Austin                | 8,429 / 8,429 (100%)            | $379,305    |
| Comerica Theatre                          | Phoenix               | 4,741 / 4,925 (96%)             | $186,145    |
| Nokia Theatre L.A. Live                   | Los Angeles           | 20,769 / 20,769 (100%)          | $945,534    |
| Valley View Casino Center                 | San Diego             | 10,306 / 10,306 (100%)          | $431,760    |
| HP Pavilion at San Jose                   | San Jose              | 12,373 / 12,660 (98%)           | $500,445    |
| Santa Barbara Bowl                        | Santa Barbara         | 9,698 / 9,698 (100%)            | $382,012    |
| Sprint Center                             | Kansas City           | 12,995 / 12,995 (100%)          | $469,625    |
| Bridgestone Arena                         | Nashville             | 12,122 / 12,122 (100%)          | $500,567    |
| Scottrade Center                          | St. Louis             | 12,005 / 12,005 (100%)          | $497,910    |
| Allstate Arena                            | Rosemont              | 13,617 / 13,617 (100%)          | $482,205    |
| Auditorio Telmex                          | Zapopan               | 8,451 / 8,578 (98%)             | $598,316    |
| Palacio de los Deportes                   | Cidade do México      | 16,869 / 16,884 (~100%)         | $707,031    |
| Arena Monterrey                           | Monterrey             | 9,944 / 9,958 (~100%)           | $633,530    |
| AT&T Center                               | San Antonio           | 9,733 / 10,165 (96%)            | $398,565    |
| New Orleans Arena                         | Nova Orleans          | 11,496 / 11,496 (100%)          | $474,350    |
| KFC Yum! Center                           | Louisville            | 13,555 / 13,555 (100%)          | $599,319    |
| CenturyLink Center Arena                  | Omaha                 | 9,967 / 13,440 (74%)            | $438,735    |
| Conseco Fieldhouse                        | Indianápolis          | 9,693 / 10,360 (93%)            | $408,062    |
| BOK Center                                | Tulsa                 | 12,475 / 12,475 (100%)          | $519,442    |
| Chácara do Jockey                         | São Paulo             | 22,784 / 24,500 (93%)           | $2,105,710  |
| Motorpoint Arena Sheffield                | Sheffield             | 12,650 / 12,650 (100%)          | $543,527    |
| The O2 Arena                              | Londres               | 31,250 / 31,708 (98%)           | $1,474,670  |
| National Indoor Arena                     | Birmingham            | 13,581 / 13,581 (100%)          | $597,314    |
| Manchester Evening News Arena             | Manchester            | 15,429 / 15,429 (100%)          | $679,914    |
| XL Center                                 | Hartford              | 9,998 / 10,500 (95%)            | $401,772    |
| Oracle Arena                              | Oakland               | 12,303 / 12,303 (100%)          | $554,075    |
| Staples Center                            | Los Angeles           | 13,332 / 13,332 (100%)          | $569,016    |
| TOTAL                                     | TOTAL                 | 1,038,649 / 1,060,635 (98%)     | $50,396,317 |